# The Beautiful People (canción)
«The Beautiful People» —en español: «La gente hermosa»— es una canción de metal industrial interpretada por la banda estadounidense Marilyn Manson e incluida originalmente en su segundo álbum de estudio Antichrist Superstar (1996). El vocalista Marilyn Manson compuso el tema junto con la producción musical del bajista Twiggy Ramirez. De esta forma, el 8 de septiembre de 1996, Interscope lo lanzó como primer sencillo del álbum.
A lo largo del tiempo, «The Beautiful People» se convirtió en una de las mejores cuarenta canciones de metal según VH1.

## Legado
En la actualidad «The Beautiful People» se considera como uno de los temas más polémicos de la historia, tras su éxito comercial en Estados Unidos y Europa, se convirtió en uno de los sencillos que representan a la banda.
«The Beautiful People» ha sido interpretada en todos los conciertos de todas las giras desde su lanzamiento, sufriendo variantes cambios tras la escenografía de cada gira mundial.
VH1 la calificó como una de las cuarenta mejores canciones metal de la historia.

## Recepción a la crítica

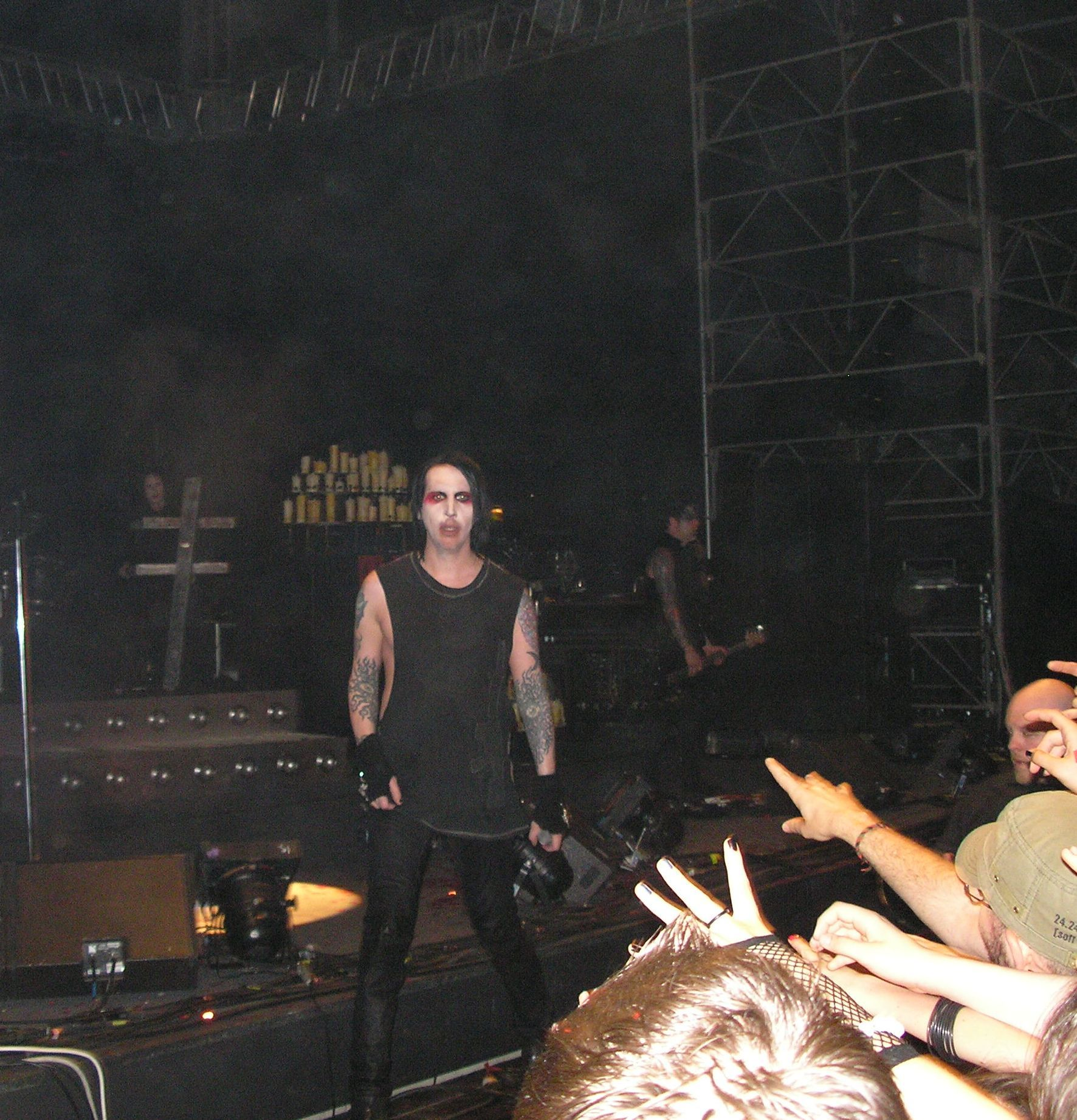
Marilyn Manson interpretando el tema en 2007.

Desde su lanzamiento, el tema ha recibido variantes críticas por parte de distintos medios. El escritor Stephen Thomas Erlewine de Allmusic declaró que «es la primera canción de Manson con un anzuelo de gran tamaño - es el tipo de canción que incluso los detractores del grupo no pueden sacarla de su cabeza»,
En la revisión de Antichrist Superstar por parte de Rolling Stone, «The Beautiful People» fue descrita como «un tema lleno de suspenso» con «un estilo zombi repetitivo» y agregaron que la voz de manson «sisea ciertas palabras con un tono estridente, loco y gritos».

## Videoclip
El vídeo fue dirigido por Floria Sigismondi quien lo describió como «Uno de los vídeos más terroríficos». Fue estrenado el 22 de septiembre de 1996 por el canal musical MTV, el cual tuvo una respuesta algo polémica por parte del sector religioso.
El vídeo fue nominado a los VMA 1997, como Mejor Vídeo de Rock y Mejores Efectos Especiales

## Apariciones
La canción fue agregada al juego Guitar Hero 5, fue el soundcheck de las luchas del programa WWE Smackdown!, fue el tema principal de la serie The Beautiful People y fue agregada al álbum recopilatorio Lest We Forget: The Best Of.

## Otras versiones
- La cantante estadounidense Christina Aguilera hizo un cover del sencillo para la banda sonora de la película Burlesque.[7]
- El grupo coral de origen belga Scala and Kolancy Brothers interpreta una versión acompañada con piano y percusión. El resultado es inquietante.

## Lista de canciones
- Sencillo CD

| Sencillo Europeo |                                        |          |  |
| N.º              | Título                                 | Duración |  |
| 1.               | «The Beautiful People» (Album Version) | 3:38     |  |
| 2.               | «Cryptorchid»                          | 2:44     |  |
| 3.               | «Snake Eyes and Sissies»               | 4:07     |  |

## Posicionamiento en listas
| País (Lista 1996-1997)                   | Mejor posición |
| ---------------------------------------- | -------------- |
| Australia (ARIA)                         | 42             |
| Canadá (Top Singles RPM)                 | 61             |
| Canadá (Rock/Alternative RPM)            | 2              |
| Escocia (OCC)                            | 15             |
| Estados Unidos (Alternative Airplay)     | 26             |
| Estados Unidos (Mainstream Rock)         | 29             |
| Nueva Zelanda (Recorded Music NZ)        | 29             |
| Países Bajos (Single Top 100)            | 96             |
| Reino Unido (UK Singles Chart)           | 18             |
| Reino Unido (Rock & Metal Singles Chart) | 1              |

| País (Lista 1996)             | Posición |
| ----------------------------- | -------- |
| Canadá (Rock/Alternative RPM) | 35       |

| País (Lista 1997) | Posición |
| ----------------- | -------- |
| Australia (ARIA)  | 89       |

## Certificaciones
| País          | Organismo certificador | Certificación | Unidades certificadas / Ventas |
| ------------- | ---------------------- | ------------- | ------------------------------ |
| Nueva Zelanda | RIANZ                  | Platino       | 30 000                         |
| Reino Unido   | BPI                    | Plata         | 200 000 / 207 000              |
| Suecia        | GLF                    | Oro           | 10 000                         |